# Chiesa di Santa Maria delle Grazie (Padova)
La chiesa di Santa Maria delle Grazie è un edificio di culto cinquecentesco situato a Padova in via Luigi Configliachi, vicino all'incrocio con via Cavalletto, tra la zona di Vanzo e l'antico borgo di Santa Croce.

## Storia
Nel 1512 papa Leone X concesse ai frati Domenicani Osservanti della Congregazione Lombarda il permesso di costruire un complesso conventuale dotato di chiesa, chiostri e dormitori in Vanzo, in prossimità di Prato della Valle, in sostituzione del loro insediamento precedente situato nel Bassanello e distrutto a seguito della guerra di Cambrai (1509) e delle demolizioni necessarie per erigere una nuova cerchia muraria a difesa della città.
La chiesa fu costruita tra il 1531 e il 1585 su progetto di Lorenzo da Bologna. Venne ampliata in lunghezza di circa 9 metri a partire dalla facciata nel 1710. I lavori, alla cui progettazione partecipò molto probabilmente l'architetto Giovanni Maria Falconetto, procedettero a rilento a causa della costante carenza di risorse economiche. L'opera fu ridimensionata rispetto al disegno originario, in proporzione alla modesta comunità ivi insediata.
La congregazione dei Domenicani Osservanti venne soppressa nel 1771; nell'anno seguente il convento passò alle Zitelle povere, in seguito all'Ospedale dei Mendicanti. Venne poi annesso agli Orfanotrofi Riuniti. Del complesso conventuale rimane integra solo la chiesa.
Attualmente, la chiesa è di proprietà dell'IPAB S.P.E.S. (Servizi alla Persona Educativi e Sociali). Tra il 2010 e il 2020 ha ospitato i laboratori di restauro dell'Istituto Veneto per i Beni Culturali. A marzo 2021 è stata siglata tra S.P.E.S. e la Fondazione Orchestra di Padova e del Veneto una convenzione che prevedeva la ristrutturazione dell'edificio e la sua trasformazione in una sala prove; tuttavia, il progetto è stato accantonato con la risoluzione consensuale della convenzione nel settembre 2022. 

## Descrizione

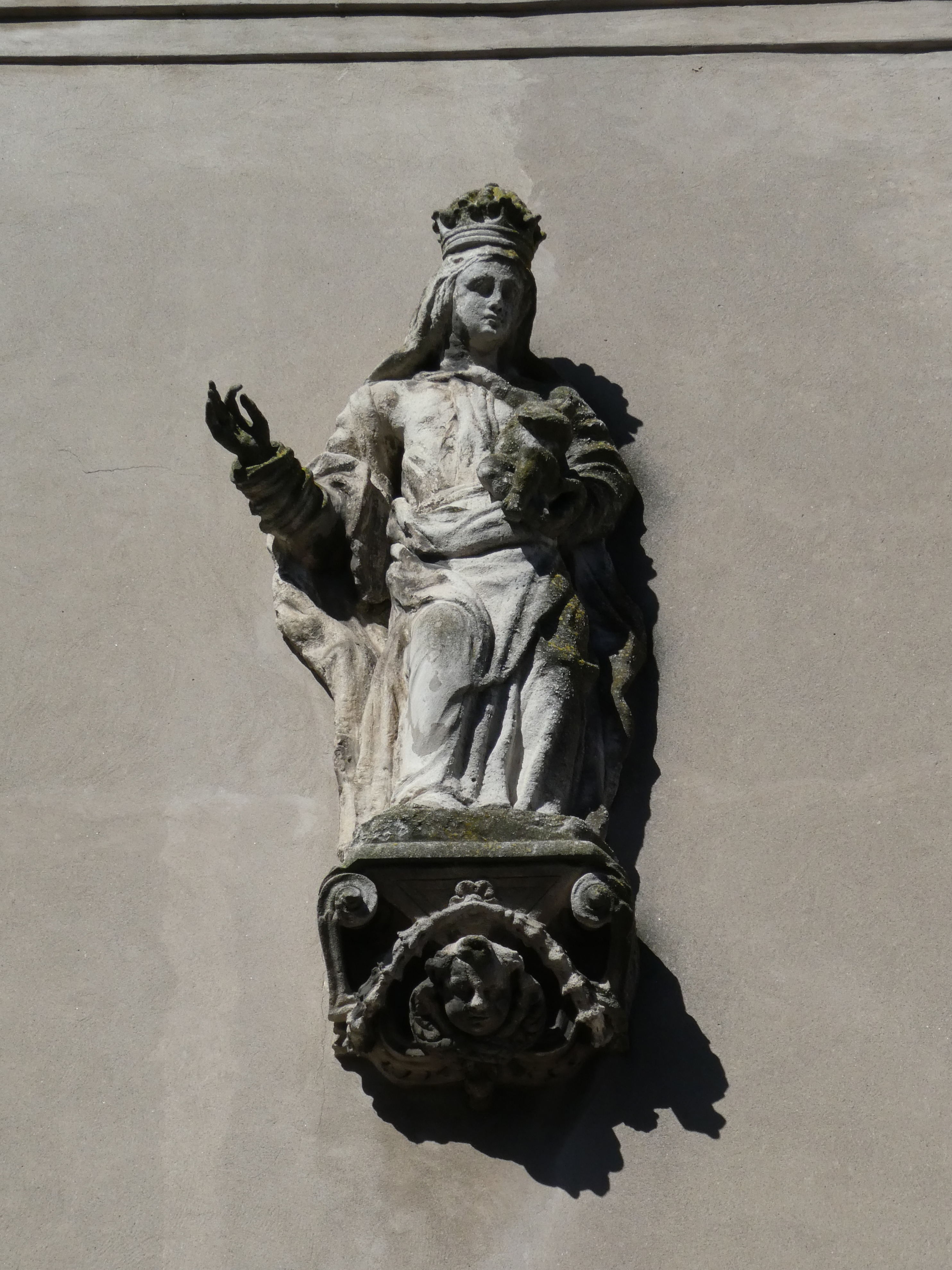
Statua della Vergine in facciata

### Esterno
La facciata è ripartita da lesene di ordine corinzio; nella zona centrale, sopra il portale di accesso, vi è una finestra ovale decorata con quattro cherubini, più in altro (sull'attico), sostenuta da una mensola una statua in pietra tenera della Madonna con Bimbo. Ai lati della porta di ingresso si trovano due statue pensili in pietra tenera, raffiguranti San Bonaventura e probabilmente papa Clemente XIII. Tutte le sculture provengono dalla bottega dei Bonazza. Affiancato sul lato sinistro della chiesa, un campanile con una cella formata da quattro monofore dotate di timpano arcuato. 

### Interno
L'interno, a unica navata, presenta pareti scandita da paraste ioniche e ornate da altari settecenteschi in marmi policromi. In fondo il presbiterio accoglie un coro ligneo e un organo. Una volta a botte ribassata copre la navata. I dipinti posti sugli altari appartengono a mani diverse: la Natività della Vergine attribuita a Dario Varotari (1590), come pure gli altri dipinti realizzati da Pietro Damini, Girolamo Brusaferro e Antonio Marini, tra i secolo XVII e XVIII.
Ai lati dell'altare maggiore sono collocate due notevoli statue marmoree di San Domenico e di San Vincenzo Ferreri, scolpite da Giovanni Bonazza.